# Assandira
Assandira es una novela de Giulio Angioni publicada en 2004 por Sellerio.

## Contenido
El viejo pastor sardo Constantino Saru es persuadido por su hijo y su nuera danesa para establecer un hotel-restaurante (llamado Assandira) en su viejo redil abandonado. La característica de la empresa quiere ser la de ofrecer a los clientes europeos, especialmente del norte, una breve experiencia de la vida en un mundo pastoral tradicional de Cerdeña. El viejo Constantino debería ser un garante con su experiencia. La empresa obtiene bien e incluso Constantino se siente parte. Un día un incendio destruye Assandira y causa la muerte del hijo y el aborto de la nuera del viejo pastor, que se siente responsable y confiesa con los investigadores. La razón de esta autoatribución de la responsabilidad no es suficientemente claro para el juez, que no cree en la autoincriminación por todo lo que se ha hecho, a partir de la idea de revivir su mundo del pasado para entretener a los turistas.

## Ediciones
- 2004, ISBN 88-389-1991-7
- 2012, ebook, ISBN 9788838929946